# خيرة فليجاني
خيرة فليجاني رسامة جزائرية من رواد الفن التشكيلي في الجزائر و من عمالقته، وُلدت سنة 1912 بالجزائر. ترعرعت وتكونت في فرنسا حيث مارست التمثيل في بداياتها.منذ الأربعينات بدأت في عرض لوحاتها في فرنسا ولكن نشاطاتها الوطنية أثناء الثورة الجزائرية جرتها للسجن وبعد الاستقلال كانت من بين مؤسسي اتحاد الفنانين التشكيليين الجزائريين كما شاركت في صالونه الأول عام 1964 وتوفيت الفنانة بالجزائر عام 1991.